# Gran Pont de Danyang–Kunshan
El Gran Pont de Danyang–Kunshan és el pont més llarg del món a 1 de juny de 2012. Es tracta d'un llarg viaducte de 164,8 quilòmetres sobre el qual s'assenta la línia d'Alta Velocitat Pequín-Xangai.
El pont està situat entre Xangai i Nanquín, a l'est de la província xinesa de Jiangsu. Inclou una secció de 9 quilòmetres de longitud sobre l'aigua que travessa el llac Yangcheng a Suzhou. Es troba en el delta del riu Iang-Tsé, on és característica la geografia d'arrossars, terres baixes, rius i llacs. El pont corre paral·lel uns quinze quilòmetres més o menys al sud del riu Iang-Tsé.
Va ser acabat l'any 2010 i inaugurat el 2011. La construcció va ocupar unes deu mil persones i va tenir un cost d'uns 8,5 bilions de dòlars.

## Història
La línia d'alta velocitat es va estendre sobre un pont per ocupar menys terreny a la zona densament poblada i escurçar el temps de construcció de la línia. A diferència d'una línia ferroviària terrestre, el pont requereix només 10,9 hectàrees de terreny per quilòmetre de línia en lloc de 28.4 hectàrees (0.284 km2). L'ús de peces uniformes prefabricades redueix l'esforç de planificació i permet una producció eficient.
El període de construcció va ser de quatre anys, de vegades amb més de deu mil persones treballant al lloc de construcció. El primer de més de dos mil pilars es va abocar el 7 d'abril de 2008. Les bigues calaix buides es van produir en quatre plantes de producció al llarg de la ruta, es van portar al lloc d'instal·lació a la secció del pont que ja s'havia construït i es van col·locar als pilars allà per una grua especial. De vegades, cada instal·lació de producció completava més de dues bigues per dia. El 24 de maig de 2009 es va utilitzar l'última biga calaix. Els treballs de col·locació de via van finalitzar el 6 de novembre del 2010 i el 30 de juny del 2011 es va iniciar l'operació de la línia d'alta velocitat. El cost de construcció va ser de 8.500 milions de dòlars estatunidencs.

## Estructura
El pont Danyang-Kunshan és un pont de bigues calaix de 32 m de llarg i uns quants components més llargs, que es van utilitzar per sortejar carreteres, vies fèrries o cossos d'aigua mitjançant ponts de bigues d'alçada variable construïts amb formigó pretensat. El mètode que es va utilitzar per construir-lo va ser lús de segments prefabricats col·locats sobre la biga de llançament. Té una longitud de 164,8 km i té un abast màxim de 80 m.

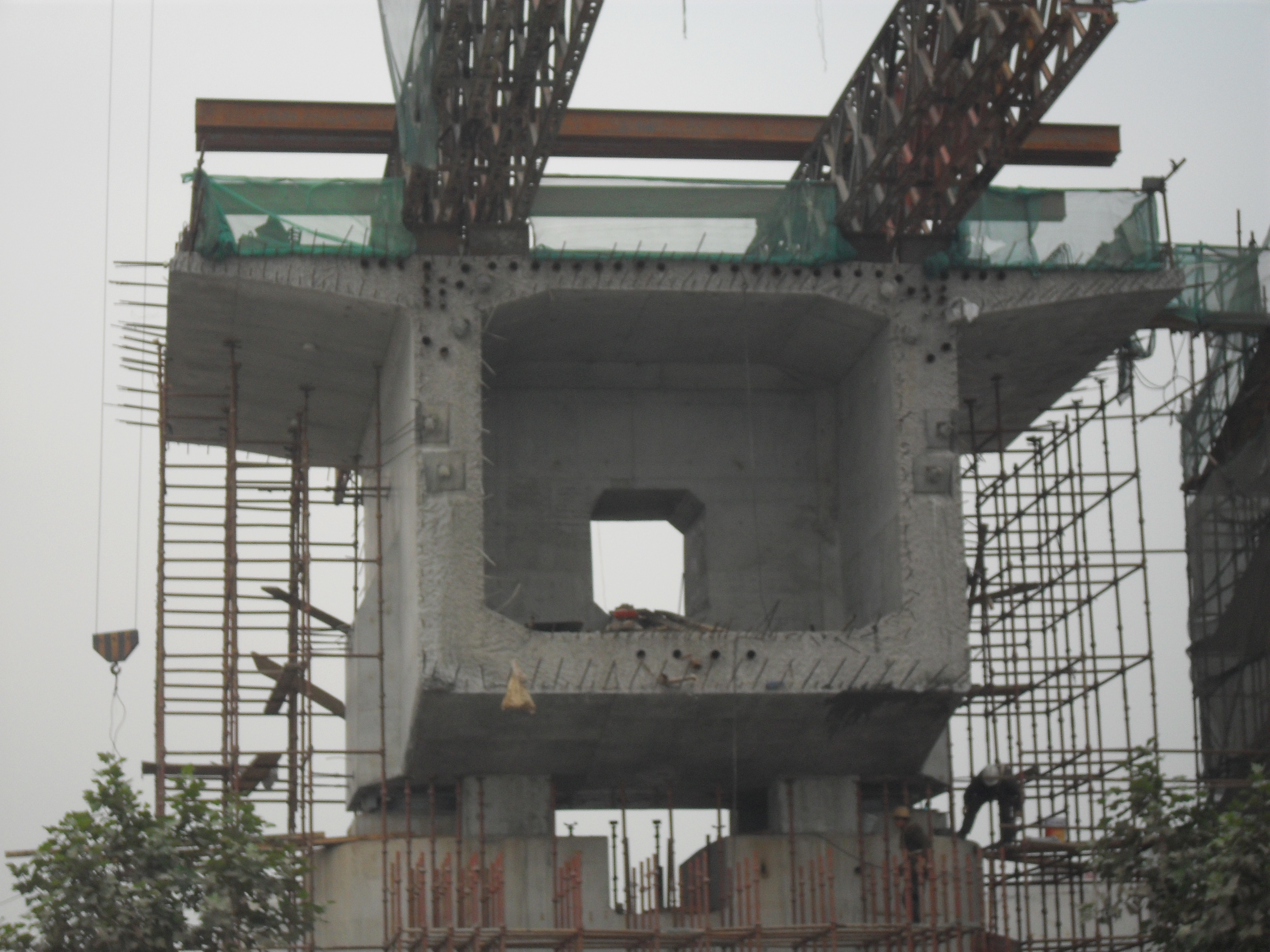
Biga calaix del ferrocarril d'alta velocitat a l'avinguda Nanjing Jiangjun en construcció.

## Disseny

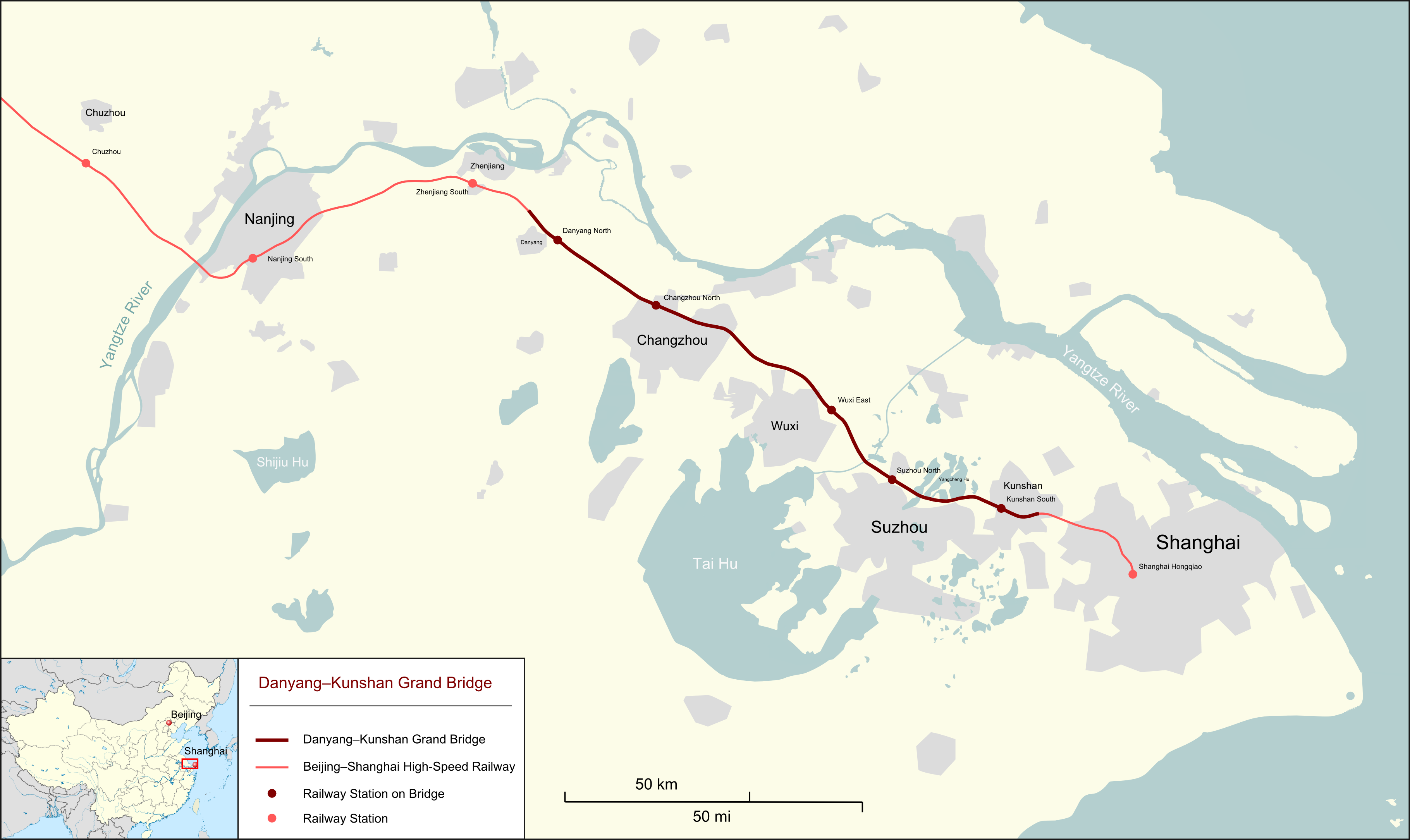
Traçat del pont Danyang-Kunshan

La China Road and Bridge Corporation (CRBC), filial de China Communications Construction Company, va dissenyar i construir el pont. És una empresa finançada pel govern xinès que originalment formava part de l'Oficina d'Ajuda Exterior del Ministeri de Comunicacions de la Xina. Aquesta empresa lidera importants projectes d'enginyeria civil a la Xina com carreteres, ferrocarrils, ponts, ports i túnels.

## Falsa polèmica
Una polèmica a lxarxa afirma que el Gran Pont Danyang-Kunshan d'alguna manera "prova" que la Terra és plana. En realitat, es tracta només d'una afirmació sense proves, difosa com un engany. El pont és un viaducte amb molts trams curts i, per tant, tenir en compte la corba de la Terra és menys crític que en el cas dels ponts de llarg abast. No obstant això, està construït seguint la curvatura de la Terra.
Com a nota addicional, la imatge del pont que es va difondre pel terraplanistes no correspon al Gran Pont Danyang-Kunshan, sinó al pont de la badia de Hangzhou o al pont de la badia de Jiaozhou. Cap d'aquests dos està relacionat amb el Gran Pont Danyang-Kunshan. Van fer servir imatges incorrectes dels ponts, preses des d'angles inadequats per observar la curvatura. És una informació totalment falsa.